# Miracle at the Meadowlands
Con il nome di Miracle at the Meadowlands si intende un'azione di football americano avvenuta negli ultimi istanti della gara del 19 novembre 1978 tra i Philadelphia Eagles e i New York Giants. Dopo che il quarterback dei Giants Joe Pisarcik sbagliò il tentativo di consegnare il pallone al fullback Larry Csonka, il cornerback degli Eagles Herman Edwards raccolse il fumble e lo ritornò per 26 yard nel touchdown della vittoria. Fu considerato miracoloso poiché i Giants erano in vantaggio per 17–12 e avrebbero potuto tranquillamente far scorrere i secondi finali, dal momento che avevano il possesso del pallone e gli Eagles erano rimasti senza time out.
Il termine "Miracle at the Meadowlands" è utilizzato principalmente dai tifosi degli Eagles e dai telecronisti. I Giants si riferiscono alla giocata come "The Fumble", anche se il termine in genere al di fuori di New York è utilizzato per una giocata della finale della AFC del 1987 tra i Cleveland Browns e i Denver Broncos.
Per gli Eagles, la vittoria in quella che sembrava una sconfitta certa, servì ad aumentare il morale, portando la squadra ai playoff in quella stagione e, due anni dopo, alla prima qualificazione al Super Bowl della storia della franchigia. Per i tifosi dei Giants fu il punto più basso di un'epoca di cattivi risultati, ma ciò che ne seguì avrebbe portato a grossi cambiamenti che si sarebbero dimostrati di natura positiva per la franchigia nel lungo periodo. Per lo sport in generale, l'eredità principale fu il contributo ad adottare e ad accettare che il quarterback si inginocchiasse come metodo standard per la squadra in vantaggio e con il possesso del pallone per concludere le gare in circostanze favorevoli.

## Antefatti
Il Miracle at the Meadowlands avvenne al termine della gara tra New York Giants e Philadelphia Eagles, in quello che fu il primo incontro tra le due rivali di division nella stagione 1978. Gli Eagles erano al terzo posto nella NFC East, dietro ai Dallas Cowboys e ai Washington Redskins; i Giants erano quarti. Le squadre giunsero alla partita in condizioni simili. Entrambe avevano ancora la speranza di raggiungere i playoff, in particolare dal momento che quella fu la prima stagione con un calendario da 16 partite, ma entrambe avrebbero dovuto accontentarsi probabilmente di una wild card, dato il dominio dei Cowboys nella division. Data la somiglianza dei loro record, era probabile che il risultato avrebbe avuto implicazioni in ottica di playoff, dal momento che, in caso di uguale numero di vittorie e sconfitte, il criterio principale per lo spareggio sono i risultati degli scontri testa a testa.

### Giants
I Giants arrivarono alla partita con un record di 5–6. Una striscia di tre sconfitte consecutive in trasferta aveva affievolito le speranze di playoff rispetto a metà stagione. Tuttavia, una vittoria contro gli Eagles avrebbe potuto, sperava la squadra, cambiare le fortune del club e tenere vive le speranze di playoff.
Malgrado il loro passato vincente, i Giants non si qualificavano per i playoff dal 1963 e da allora avevano avuto solo due stagioni con più vittorie che sconfitte. Anche se erano la quarta franchigia più vecchia della lega, essi erano, in quel momento, quasi una non-entità dopo la fusione AFL-NFL. Il loro trasferimento in New Jersey nel 1976 aveva alienato alcuni tifosi di lungo corso, malgrado la maggior disponibilità di posti a sedere. La maggior parte dei tifosi dei Giants viventi non era mai stata così a lungo senza che la squadra fosse una contendente per il titolo ma, malgrado ciò, erano ancora inclini a perdonare la squadra. Ad ogni modo, i tifosi potevano fare poche pressioni sulle persone in grado di operare cambiamenti drastici, i proprietari Wellington Mara e l'erede di suo fratello Jack. In particolare, mentre il nipote di Wellington Timothy J. Mara aveva ereditato un sesto della proprietà dei Giants assieme alla madre e alla sorella alla morte di Jack Mara nel 1965, in pratica le due donne non prendevano parte ai lavori di routine della gestione del club, permettendo a Timothy di parlare anche a loro nome. Questo rese Timothy in pratica un partner alla pari come lo era stato suo padre.
I due gestivano le operazioni della squadra da vicino ma si scontravano così aspramente l'uno con l'altro che a un certo punto dovette essere eretta una separazione tra i box dei due proprietari allo stadio. Ad ogni modo, malgrado i continui scontri in materia del personale, i due erano generalmente d'accordo nel mantenere il costo del libro paga più basso possibile, non solo in termini dei salari dei giocatori ma anche quando si trattava di allenatori e osservatori. Nell'era post fusione, prima dell'introduzione della free agency, i giocatori dei Giants avevano un potere di contrattazione molto ridotto, perciò era probabilmente la riluttanza dei proprietari a impiegare risorse la principale causa delle cattive prestazioni della squadra sul campo. Gli effetti della parsimonia dei Mara, unita all'incertezza e instabilità ai più alti livelli manageriali, condizionarono le prestazioni della squadra, in particolare per quanto riguarda alcune incomprensibili decisioni sul personale.
Non aiutò i tifosi vedere che giocatori (come Craig Morton e Fran Tarkenton) e allenatori (come Tom Landry e Vince Lombardi) che avevano fatto parte dei Giants in passato stavano ora godendo, o avevano goduto, di grandi successi altrove. La squadra non scelse anche future stelle, o si accontentò di giocatori di minor valore, nell'annuale draft.
I Giants giocavano nella più grande area metropolitana degli Stati Uniti e vi era una domanda di biglietti maggiore di quanti disponibili, anche alla luce della competizione cittadina con i New York Jets della AFC. Malgrado la vittoria a sorpresa dei Jets nel Super Bowl III e il fatto che giocassero ancora allo Shea Stadium nel Queens, i Giants erano ancora visti come la squadra di football principale di New York. Inoltre, i Dallas Cowboys avevano dominato la NFC East negli anni che seguirono la fusione. Per la maggior parte degli anni settanta, solo i vincitori della division e una wild card per conference si qualificavano per i playoff, fino all'introduzione del turno delle wild card nel 1978 non c'era la possibilità per una squadra qualificata con una wild card di ospitare una gara di playoff. A ciò si aggiungeva che i proventi televisivi delle gare di playoff NFL erano distribuiti equamente senza tenere conto delle squadre che li disputavano e ciò, almeno fino al 1978, avrebbe richiesto che i Giants vincessero il titolo della NFC East. Da un punto di vista strettamente finanziario, la spesa necessaria per superare il dominio dei Cowboys sembrava essere, nella migliore delle ipotesi, una scommessa sconsiderata e inutile.
La famiglia Mara vedeva perciò pochissimi incentivi per spendere e costruire una squadra da titolo. Per tale motivo si voleva minimizzare le spese mantenendo la franchigia profittevole, indipendentemente dai risultati sul campo, dal momento che spendere soldi non assicurava entrate ulteriori, anche se la squadra fosse stata più competitiva. A causa delle comunque ottime vendite dei biglietti dei Giants, i proprietari iniziarono a venire visti come compiacenti e avari da osservatori che non erano a conoscenza della piena portata delle dispute all'interno della proprietà.

#### Cattivi rapporti tra i giocatori dell'attacco e gli assistenti allenatori
Nella settimana che precedette la partita, i giocatori, in particolare quelli dell'attacco, si erano lamentati con i giornalisti degli assistenti allenatori. Il capo-allenatore John McVay era popolare con i suoi giocatori; aveva assunto tale ruolo a metà della stagione 1976 dopo che Bill Arnsparger era stato licenziato e aveva risollevato loro il morale, aggiungendo giocatori di qualità alla squadra. Tuttavia, i giocatori non erano così entusiasti dei suoi amici di vecchia data che aveva assunto come assistenti.
I giocatori ritenevano che gli assistenti allenatori non erano interessati a sviluppare il potenziale degli atleti più giovani, quantomeno a confronto delle loro controparti nelle altre formazioni. Ad esempio, essi fecero notare che nella stagione precedente nessuno dei tre quarterback della squadra aveva esperienza nella NFL e malgrado ciò non era stato assunto alcun allenatore per i quarterback. Inoltre essi notarono che uno dei pochi allenatori che si curasse della situazione, Jerry Wampfler, che allenava la linea offensiva, aveva migliorato notevolmente la sua qualità nel corso della stagione.
Il coordinatore offensivo Bob Gibson era uno dei bersagli più frequenti delle lamentele: egli aveva assunto l'abitudine, allora relativamente nuova (ora quasi universale) di chiamare le giocate dalle tribune dello stadio, al punto che Joe Pisarcik chiese conto a Gibson riguardo alle due stagioni precedenti. I giocatori ritenevano che Gibson avrebbe dovuto lasciare a Pisarcik il compito di chiamare le giocate; durante la sconfitta della settimana precedente contro Washington, i Giants avevano tentato solo tre passaggi in situazione di lunghi terzi down. I giocatori si sentirono insultati che in una situazione di terzo down e sette ai tempi supplementari, gli allenatori avessero chiamato una corsa. Gibson, da parte sua, aveva una fiducia limitata nell'abilità di passatore di Pisarcik, un'opinione largamente diffusa (i media di New York lo chiamavano il "Joe Namath dei poveri"), con Gibson e gli altri allenatori che risposero alle critiche facendo notare che dei tre passaggi tentati, due risultarono in un intercetto e uno in un sack con una perdita di 11 yard.
La filosofia generale della squadra all'epoca era di concentrarsi sul migliorare la difesa e giocare in maniera conservativa finché l'attacco non fosse divenuto più competitivo. I giocatori dell'attacco divennero così frustrati riguardo a questa decisione e volevano più occasioni per potere dimostrare il loro valore.

### Eagles
Su un record di 6–5, le cose sembravano un po' più promettenti per la squadra ospite. La striscia di due vittorie consecutive aveva portato la squadra oltre il 50%. L'inerzia era chiaramente dalla loro parte e i Giants non battevano gli Eagles dalla gara di debutto della stagione 1975, tre anni prima. Tuttavia gli avversari rimanevano una squadra discreta e gli Eagles sapevano di non poterli affrontare sottogamba.
Come i Giants, anche gli Eagles erano una franchigia antica che veniva da molti anni di fallimenti. Essi non raggiungevano i playoff dalla vittoria del loro terzo titolo nel 1960 e avevano avuto solo due stagioni con più vittorie che sconfitte nei 17 anni precedenti.
Ad ogni modo, i tifosi degli Eagles erano meno propensi alla pazienza rispetto a quelli dei Giants. Ciò non era sicuramente aiutato dai successi dei rivali statali dei Pittsburgh Steelers, che dopo decenni di insuccessi erano diventanti una perenne candidata al Super Bowl dopo il trasferimento nella AFC. Una sconfitta contro una squadra in difficoltà come i Giants avrebbe inflitto un duro colpo alle speranze di concludere positivamente l'ultimo quarto della stagione, in cui avrebbero affrontato non solo i pericolosi Cowboys, ma anche gli ugualmente formidabili Minnesota Vikings, oltre a incontrare nuovamente i Giants a Filadelfia. Il 1978 era anche visto come una stagione importante per il capo-allenatore Dick Vermeil: nonostante gli Eagles stessero chiaramente giocando meglio sotto la sua direzione, vi era anche una buona dose di impazienza per risultati concreti.

## La partita
I Giants iniziarono portandosi in vantaggio di due touchdown nel primo quarto grazie a due passaggi vincenti di Pisarcik e rimasero in vantaggio fino all'ultima giocata della partita. Gli Eagles invece faticarono, sbagliando un extra point e facendo confusione nello snap del successivo tentativo. Si trovarono così in svantaggio per 17–12, perciò avrebbe potuto ribaltare il risultato solo con un touchdown.
In profondità nella loro metà di campo, Doug Kotar dei Giants commise un fumble nel quarto periodo, facendo nascere speranze (o paure) di una rimonta degli ospiti. Esse terminarono tuttavia quando il defensive back rookie Odis McKinney mise a segno il suo primo intercetto, dando ai Giants il possesso del pallone nei due minuti finali; gli Eagles avevano esaurito tutti i loro time out a quel punto.
I tifosi sulle tribune iniziarono a dirigersi verso le uscite, dal momento che la gara sembrava terminata e non vi era apparente pericolo di una rimonta degli Eagles. Al giorno d'oggi, le squadre in questa situazione fanno esaurire il cronometro facendo inginocchiare il quarterback. Sulla linea laterale, un disgustato Vermeil distolse la sua attenzione dal campo e verso le conferenza stampa post partita, dove avrebbe dovuto spiegare ai cronisti perché la sua squadra aveva perso contro un avversario inferiore.

### Il possesso dei Giants
Dal momento che la regola che permette ai quarterback semplicemente di inginocchiarsi non sarebbe divenuta attiva sino al 1987, Pisarcik ricevette lo snap sul primo down e rotolò a terra (una giocata comune per i quarterback nell'epoca prima dell'inginocchiamento). Il middle linebacker degli Eagles Bill Bergey si gettò addosso al centro avversario Jim Clack, spingendolo indietro verso Pisarcik nel disperato tentativo di forzare fumble. Dal momento che i giocatori della difesa solitamente non venivano bloccati in questa situazione, di solito a loro volta non si affrettavano ad attaccare gli avversari. I giocatori dell'attacco consideravano qualsiasi fatto contrario a questo tacito accordo come una provocazione, in particolare gli uomini di linea il cui lavoro era proteggere il quarterback, e le risse tra gli uomini di linea infuriati e gli avversari non erano insolite.
Gibson non voleva esporre il suo quarterback a ulteriori rischi di infortuni e non voleva rischiare che i suoi giocatori venissero multati per avere violato le regole della lega sulle risse. Soprattutto, l'ultima cosa che desiderava era che alla sua squadra venisse fischiata una penalità, cosa che avrebbe fermato il cronometro e avrebbe richiesto di convertire un altro primo down per assicurarsi la vittoria. Inoltre deprecava la giocata in cui il quarterback si inginocchia, considerandola antisportiva e in qualche modo disonorevole (una visione diffusa tra diversi allenatori in quel periodo). Inoltre, dal momento che mancavano ancora 30 secondi sul cronometro, doveva essere chiamata una giocata. Per tale motivo, sul secondo down, chiamò l'azione denominata "65 Power-Up", una giocata standard in cui Csonka riceveva il pallone e correva nel mezzo.
Nella mischia, i giocatori dei Giants erano increduli quando giunse la chiamata. "Non darmi il pallone", supplicò Csonka. Altri giocatori chiesero a Pisarcik di cambiare la giocata, ma questi si rifiutò. Gibson lo aveva ripreso con ira la settimana precedente per avere cambiato una giocata e aveva minacciato di licenziarlo se lo avesse fatto di nuovo. Gibson non si prese il tempo di spiegare la decisione a Pisarcik. Come risultato, il resto dell'attacco vide la chiamata di Gibson come un'affermazione di potere. Poiché era un quarterback al secondo anno con ancora molto da provare, nell'era che precedette la free agency, Pisarcik mancava della statura morale per prevalere in questa disputa. Csonka affermò che, dopo essesi allontanato dalla mischia, disse a Pisarcik che non avrebbe preso il pallone se gliel'avesse porto. Tuttavia, non è noto se il quarterback lo abbia udito. Il microfono di McVay, che normalmente gli permetteva di comunicare con Pisarcik e Gibson, in quel momento non funzionava correttamente. McVay disse che avrebbe certamente cambiato la decisione di Gibson se avesse sentito cosa stava accadendo.
Sulla linea di scrimmage gli Eagles non si raccolsero nella mischia, dal momento che il coordinatore difensivo Marion Campbell disse a tutti i giocatori di attaccare il quarterback. Herman Edwards, che era un defensive back che avrebbe dovuto trovarsi molto lontano, era invece abbastanza vicino a Kotar da riuscire a parlargli (il giocatore dei Giants gli assicurò che si sarebbe inginocchiati). Vermeil in seguito disse che quella tattica aveva reso possibile la vittoria. I Giants persero diversi secondi nella mischia, scioccati dalla chiamata. Sulla linea Clack vide il tempo a disposizione diminuire per compiere lo snap e giocare gli ultimi 31 secondi di partita, rischiando una penalità per avere ritardato la giocata, che avrebbe fermato il cronometro e sarebbe costata ai Giants 5 yard.  Se i Giants si fossero inginocchiati, sarebbe comunque rimasto un secondo sul cronometro, richiedendo una giocata sul quarto down (all'epoca il tempo per far partire la giocata era di 30 secondi; ora è di 40).
Pisarcik, che in quel momento ero distratto per assicurarsi che Csonka fosse nella posizione corretta, era impreparato per lo snap. Fu colpito al dito medio così duramente che vi era ancora sangue nell'unghia al termine della gara. Tuttavia, tenne il pallone dopo una piccola esitazione e provò a consegnare a Csonka; invece, la palla colpì il fianco di Csonka e divenne preda degli avversari.
Edwards recuperò il pallone al suo primo rimbalzo mentre Pisarcik tentò senza successo di coprirlo con il suo corpo e Kotar, che avrebbe potuto bloccarli o buttarsi egli stesso per ricoprire il pallone, non vide il fumble, secondo Edwards. Una volta che l'ovale fu la mani di Edwards, questi corse per 26 yard senza essere toccato fino alla end zone, portando gli Eagles in vantaggio per 19–17. Vi fu un silenzio ammutolito tra le tribune e tra i giocatori dei Giants sulla linea laterale; gli unici rumori giungevano dai tifosi degli Eagles in festa, dai giocatori e dagli arbitri.
Nel seguente kickoff di Philadelphia, i Giants furono spinti in profondità nella loro metà campo. Due passaggi di Pisarcik caddero a terra incompleti, prima che il tempo si esaurisse.

## Le conseguenze immediate
Per quanto riguarda Edwards, la giocata fu una personale redenzione, dal momento che era uno dei colpevoli sui due precedenti passaggi da touchdown di Pisarcik e sarebbe stato uno degli indiziati che avrebbero causato la sconfitta. Fu anche il suo primo touchdown nella NFL. Vermeil rifiutò di mettere in discussione la scelta di McVay ma ammise che, anche nel suo caso, non apprezzava inginocchiarsi per preservare una vittoria.
I Giants furono furiosi; perdere una partita in quella situazione non aveva precedenti. Pisarcik, che tardivamente ammise alla stampa: "Non ho mai avuto il controllo," dovette essere scortato dalla polizia fino alla sua auto. Durante un programma di NFL Network su famosi errori in campo, Csonka disse che Pisarcik lo seguì immediatamente su un aereo per il sud della Florida, dove i due stettero assieme e pescarono prima di fare ritorno a New York.
Gibson fu licenziato la mattina successiva; con i tifosi inferociti che chiedevano che qualcuno pagasse per la debacle, i dirigenti della squadra sentirono di non avere altra scelta per salvare la stagione. Per Gibson avere chiamato quella giocata significò la fine della carriera, dal momento che non lavorò più nel football a qualsiasi livello; dopo il licenziamento si trasferì in Florida, dove gestì un negozio di esche. Non parlò più di quella giocata per il resto della sua vita; nel fu raggiunto telefonicamente da ESPN e diede la seguente dichiarazione: "Non ne ho parlato per trent'anni e non ho intenzione di iniziare ora". Scomparve nel 2015.

### Reazione dei tifosi dei Giants
I tifosi dei Giants si schierarono contro la dirigenza e la proprietà, che già accusavano di inettitudine dentro e fuori dal campo, per avere fatto del club la barzelletta della lega. Per i tifosi, il Fumble (un termine in uso prima del termine della settimana) mise in mostra tutta la disfunzionalità della squadra. A una dimostrazione fuori dal Giants Stadium prima della gara della settimana successiva contro i Los Angeles Rams, molti tifosi bruciarono i loro biglietti in un falò.
Morris Spielberg, un rappresentante di mobili di Newark, organizzò un comitato dei tifosi dei Giants dopo avere acquistato uno spazio pubblicitario nel Newark Star-Ledger che attirò centinaia di risposte. Il gruppo si incontrò in un hotel vicino allo stadio prima dell'ultima gara casalinga del 10 dicembre contro i St. Louis Cardinals e distribuì volantini ai compagni tifosi durante la partita. Spielberg noleggiò anche un aereo per volare sopra la partita con uno striscione recante la scritta "15 anni di football schifoso — Ne abbiamo abbastanza". Quando apparve, i tifosi cantarono: "Ne abbiamo abbastanza".
I Giants vinsero per 17–0 ma quando giunse l'aereo (con un'ora di ritardo) i tifosi mostrarono che la vittoria non era sufficiente per dimenticare la recente umiliazione. Vi furono 24.000 biglietti invenduti e i canti e gli applausi della folla per un po' si zittirono.

## Il resto della stagione
Il finale a sorpresa accelerò le direzioni che entrambe le squadre stavano prendendo prima della partita. Esse si incontrarono nuovamente al Veterans Stadium per l'ultima gara della stagione regolare.

### Eagles
Philadelphia portò a quattro la sua striscia di vittorie consecutive la settimana successiva, prima di perdere contro Dallas e Minnesota. In seguito batterono i Giants con un facile 20–3  nell'ultima partita, terminando con un bilancio di 9–7 e conquistando la seconda e ultima wild card per i playoff. "Una giocata ti fa sentire come se avessi fiducia", spiegò Edwards anni dopo. "Non sei più preoccupato di perdere; ora stai pensando a come poter vincere."
Gli Eagles persero nel primo turno di playoff contro gli Atlanta Falcons a causa di un altro extra point fallito, oltre a un field goal sbagliato mentre il tempo stava scadendo. Ma diede ai tifosi e alla squadra qualcosa su cui costruire per la stagione successiva. Philadelphia corresse i suoi problemi nei calci scegliendo nel draft Tony Franklin da Texas A&M nel 1979. Nella sua stagione da rookie, Franklin segnò un field goal da 59 yard nel Monday Night Football vinto contro i Cowboys per 31–21 al Texas Stadium.

### Giants
Inizialmente, i Giants cercarono di guardare avanti e recuperare, sperando di vincere tutte le ultime quattro gare e conservare il posto di McVay. Invece il collasso continuò. La settimana successiva sprecarono un vantaggio di dieci punti contro i Buffalo Bills (che avevano solamente un record di 3-9) nel finale di partita, concedendo 27 punti nel quarto periodo e perdendo per 41–17. Nel resto della stagione vinsero solamente un'altra partita, terminando con un record di 6–10. La sconfitta in entrambe le gare contro Philadelphia li fece concludere all'ultimo posto della division (alla pari con i Cardinals) per il terzo anno consecutivo.

## Gli anni successivi

### Eagles
L'anno seguente gli Eagles ottennero nuovamente una wild card e vinsero la loro prima gara di playoff dopo la fusione battendo i Chicago Bears, prima di perdere contro i Tampa Bay Buccaneers. Dopo quella stagione, i Giants scambiarono Pisarcik con gli Eagles per una scelta del draft. Concluse la carriera come riserva di Ron Jaworski cinque anni dopo. L'intera carriera di Pisarcik è generalmente rappresentata da quella giocata e, mentre generalmente è riluttante a parlarne, ammette che almeno le persone ricordano il suo nome grazie a essa.
Il momento positivo degli Eagles proseguì nella stagione 1980 quando vinsero il titolo di division, quello di conference e si qualificarono per il Super Bowl XV, dove persero per 27–10 contro gli Oakland Raiders al Superdome a New Orleans. "Abbiamo vinto la gara alla fine e siamo andati ai playoff", disse Edwards. "La cosa successiva è stata giocare il Super Bowl." Anch'egli trova che la giocata abbia definito la sua carriera, anche se rimase parte della formazione degli Eagles per altri sette anni, prima di iniziare ad allenare dopo avere trascorso l'ultima annata da giocatore tra Falcons e Rams.

### Giants
Il contratto di McVay scadde e, come previsto, non fu rinnovato. Nel 2008 disse che se i Giants fossero usciti vincitori, probabilmente avrebbero vinto altre due gare e il suo contratto sarebbe stato prolungato "e ora sarei morto con un attacco di cuore". McVay non allenò più ma entrò nella dirigenza dei San Francisco 49ers, dove avrebbe contribuito a modellare una delle squadre più vincenti degli anni ottanta. Andy Robustelli, un ex defensive end All-Pro che lavorava come direttore delle operazioni dei Giants) fu anch'egli lasciato andare. Anche il contratto di Csonka scadde. Dal momento che McVay, con cui aveva giocato nei Memphis Southmen della World Football League, se ne era andato e la sua carriera era sul punto di terminare, decise di fare ritorno a Miami, sede del suo passato glorioso, per un'ultima stagione. Lì avrebbe vinto il Comeback Player of the Year Award prima di ritirarsi.
Malgrado l'avere contattato Joe Paterno e diversi altri allenatori di successo a livello di college football, i Giants si accontentarono di Ray Perkins, allora assistente dei San Diego Chargers, per sostituire McVay. Mentre Perkins riuscì a portare la squadra ai playoff nel 1981, le mosse che fecero davvero la differenza per i Giants attirarono meno attenzione.
Wellington Mara conduceva egli stesso le operazioni da quando si era unito alla squadra sul finire degli anni trenta, molto prima che la maggior parte delle squadre assumesse un general manager. Continuò a fare ciò anche quando divenne uno dei proprietario, dopo la morte di suo padre Tim, nel 1958. Mentre aveva delegato parte della sua autorità a Robustelli nel 1974 (cosa che rese Robustelli effettivamente il primo general manager), aveva sempre la parola finale sulle questioni che riguardavano il football. Tuttavia la rivolta dei tifosi che si scatenò dopo il fumble fece capire alla famiglia Mara che dovevano delegare la maggior parte delle decisioni che li dividevano. Come molte altre cose che riguardavano la squadra, continuarono a discutere su chi avrebbe dovuto sostituire Robustelli; dopo la fine della stagione contattarono il Commissioner della NFL Pete Rozelle per mediare. Questi suggerì George Young, allora dirigente dei Miami Dolphins. Young accettò l'incarico solo dopo che i Mara gli assegnarono il titolo di general manager, con il completo controllo delle operazioni che riguardavano il football. Egli si rivelò un esperto nel giudicare i talenti, scegliendo nel draft Phil Simms, Lawrence Taylor e altre future stelle della squadra.
Nel 1981 Perkins assunse un nuovo coordinatore difensivo, Bill Parcells, un assistente dei New England Patriots che non aveva allenato nel 1979 dopo essere stato l'allenatore di Air Force nel 1978. Quando Perkins si dimise dopo la stagione 1982 per sostituire lo scomparso Bear Bryant alla University of Alabama, Parcells prese il suo posto come capo-allenatore. Egli sopravvisse a una disastrosa prima stagione portando i talenti acquisiti da Young a vincere due Super Bowl.

## Eredità
Il Miracle at the Meadowlands ha lasciato un impatto importante nel modo in cui il football è giocato a tutti i livelli, non solo nella NFL. In particolare ha legittimizzato l'inginocchiamento del quarterback. Gli allenatori di tutto il mondo hanno preso atto del destino di Gibson e hanno iniziato immediatamente a istruire i quarterback in situazioni simili. In risposta, l'Arena Football League ha istituito il cambiamento di una regola affermando che il pallone deve essere avanzato oltre la linea di scrimmage perché l'orologio continui a scorrere nel minuto finale: tuttavia altre leghe non hanno seguito tale esempio e l'inginocchiarsi del quarterback è stato presto visto universalmente come un modo educato e sportivo per la squadra vincente di portare la partita a una conclusione onorevole.
Negli anni successivi, l'etichetta si è ulteriormente evoluta fino al punto che al giorno d'oggi, una volta che viene eseguito l'inginocchiamento, quando ci sono meno di 40 secondi rimanenti (sempre che l'attacco abbia almeno un altro down e la difesa non abbia time out sufficienti), è perfettamente accettabile (se non atteso) che le squadre (inclusi gli allenatori e il resto del personale non in campo) entrino in campo per stringersi la mano anche se il cronometro non è ancora sceso a zero. Al giorno d'oggi, inginocchiarsi è talmente comune e non controverso che a volte è eseguito anche dalla squadra in svantaggio se non ha realistiche possibilità di vittoria.

La formazione utilizzata dopo il Fumble/Miracle per l'inginocchiamento del quarterback

### Cambio di formazione
La settimana dopo la partita, sia i Giants che gli Eagles implementarono una nuova formazione offensiva da utilizzarsi solo negli inginocchiamenti al termine della gara. Essa è popolarmente divenuta nota come "Victory Formation" o "Victory Offense". Non solo questa giocata rese inginocchiarsi accettabile, ma la maggior parte delle squadre che la utilizzarono cambiarono il modo in cui viene svolta. Prima del fumble di Pisarcik, le squadre avevano formazioni offensive standard come quella ad I o lo split backfield. L'improbabile touchdown degli Eagles, tuttavia, mise in mostra le loro debolezze. Anche se Pisarcik aveva provato a consegnare il pallone a un compagno invece di inginocchiarsi, quando commise il fumble dopo lo snap non c'era un solo giocatore dell'attacco lì per provare a recuperare il pallone, nessuno era in posizione per placcare Edwards e prevenire il touchdown.
Alla fine del primo tempo della partita contro i Bills la settimana successiva, i Giants fecero debuttare una nuova formazione con Pisarcik che si inginocchiò per preservare il vantaggio. Due running back stavano strettamente vicini dietro a Pisarcik mentre un terzo (di solito un giocatore veloce come un wide receiver) era piazzato per sicurezza diverse yard dietro. Anche gli Eagles sperimentarono una formazione simile in allenamento, chiamandola "la giocata di Herman Edwards". Altre squadre della NFL imitarono presto il loro esempio e al giorno d'oggi tale formazione è la norma anche a livello di college e di scuole superiori.

## Il "Miracle at the New Meadowlands"
Il "Miracle at the New Meadowlands" avvenne il 19 dicembre 2010. I Giants erano in vantaggio sugli Eagles per 31–10 con 7:28 al termine della partita. Gli Eagles tuttavia rimontarono segnando 28 punti, il tutto culminato con il touchdown della vittoria per 38-31 mentre il tempo stava scadendo. Il punter dei Giants Matt Dodge calciò verso DeSean Jackson nell'ultima giocata, il quale ritornò il pallone per 65 yard in touchdown a tempo scaduto.